# Тингл, Скотт Дэвид
Скотт Дэвид Тингл (англ. Scott David Tingle; род. 19 июля 1965, Атлборо, штат Массачусетс, США) — астронавт НАСА, 342-й астронавт США и 555-й космонавт мира. Инженер, лётчик-испытатель военно-морской авиации, кэптен ВМС США.
17 декабря 2017 года стартовал в качестве бортинженера экипажа транспортного пилотируемого корабля «Союз МС-07» и экипажа Международной космической станции по программе основных космических экспедиций МКС-54/55. Вернулся на Землю 3 июня 2018 года. Продолжительность полёта составила 168 суток 5 часов 18 минут. Совершил выход в открытый космос продолжительностью 7 часов 24 минуты.

## Ранние годы, образование
Скотт Тингл родился 19 июля 1965 года в Атлборо, округ округ Бристол, штат Массачусетс, США. Своим родным городом он, однако, считает Рандолф (штат Массачусетс), в котором прошло его детство.
В 1983 году, после окончания технического лицея, поступил в Юго-Восточный Массачусетский университет, который окончил с отличием в 1987 году и получил степень бакалавра наук в области машиностроения. В 1988 году в Университете Пердью (Уэст-Лафейетт, штат Индиана) получил степень магистра наук в области машиностроения по специальности «гидромеханика и реактивные движители». Три года работал в технической службе отдела двигательных установок аэрокосмической корпорации «Аэроспейс Корпорейшн» в городе Эль Сегундо, Калифорния.

## Служба в Военно-морских силах США
С 1991 года служил офицером в ВМС США, в 1993 году после завершения лётной подготовки стал пилотом морской авиации.
Начал свою лётную карьеру в 1994 году в 146-й эскадрильи ударных истребителей (VFA-146 «Blue Diamonds») на авиабазе в городе Лемор, штат Калифорния. В составе 9-го авианосного воздушного крыла самолётов палубной авиации на борту авианосца «Нимиц» участвовал в боевом развёртывании в северной части Персидского залива и в западной части Тихого океана.
После окончания школы лётчиков-испытателей ВМФ в 1998 году служил оперативным лётчиком-испытателем палубного истребителя-бомбардировщика и штурмовика FA-18E/F «Супер Хорнет» в 9-й лётно-испытательной эскадрилье (VX-9), расположенной на авиабазе Чайна-Лейк в Калифорнии. После этого в составе 11-го авиакрыла палубных самолётов находился в командировке на борту авианосца «Карл Винсон», пилотировал самолёт FA/18A/C «Хорнет». Участвовал в операции «Несокрушимая свобода» в Афганистане.
В январе 2000 года окончил школу офицеров безопасности морской авиации. Продолжал службу в качестве офицера-заместителя руководителя по операциям в составе Тихоокеанского авиакрыла истребителей-штурмовиков, лётчика-инструктора 122-й эскадрильи истребителей-штурмовиков, после чего служил офицером по безопасности и техническому обслуживанию. Продолжал летать на самолётах FA-18A «Хорнет» в составе 97-й эскадрильи ударных истребителей (Warhawks VFA-97). 11-е авианосное авиакрыло, в котором служил Тингл, было перебазировано в западную часть Тихого океана, а позже — в Персидский залив. Затем он был переведён в состав 12-й авиагруппы поддержки морской пехоты с местом базирования в Ивакуни, Япония.
В 2003 году Тинглу было присвоено звание лейтенант-коммандера ВМС США. В 2005 году вернулся на авиабазу ВМС США Патуксент-Ривер, штат Мэриленд, где служил руководителем отдела в 23-й летно-испытательной эскадрильи «Солти Догз». Проводил испытания палубных истребителей-бомбардировщиков и штурмовиков FA-18C «Хорнет» и FA-18R/F «Супер Хорнет», палубного самолёта радиоэлектронной борьбы EA-18G «Гроулер» и сертифицировал систему точной посадки этих самолётов на палубы авианосцев. В 2008 году Тинглу было присвоено звание коммандера ВМС США. Затем Тингл был прикомандирован к подразделению PMA-201, занимающемуся испытанием высокоточного оружия, работал ведущим инженером по системам авиационной высокоточной тактической крылатой ракеты SLAM и противокорабельного ракетного комплекса «Гарпун».
Имеет более 4500 часов налёта на пятьдесят одном типе летательных аппаратах, выполнил 750 посадок на палубу авианосцев и 54 боевых вылета с борта авианосцев. Участвовал в боевых действиях ВМС США в Ираке и Афганистане.

## Космическая подготовка

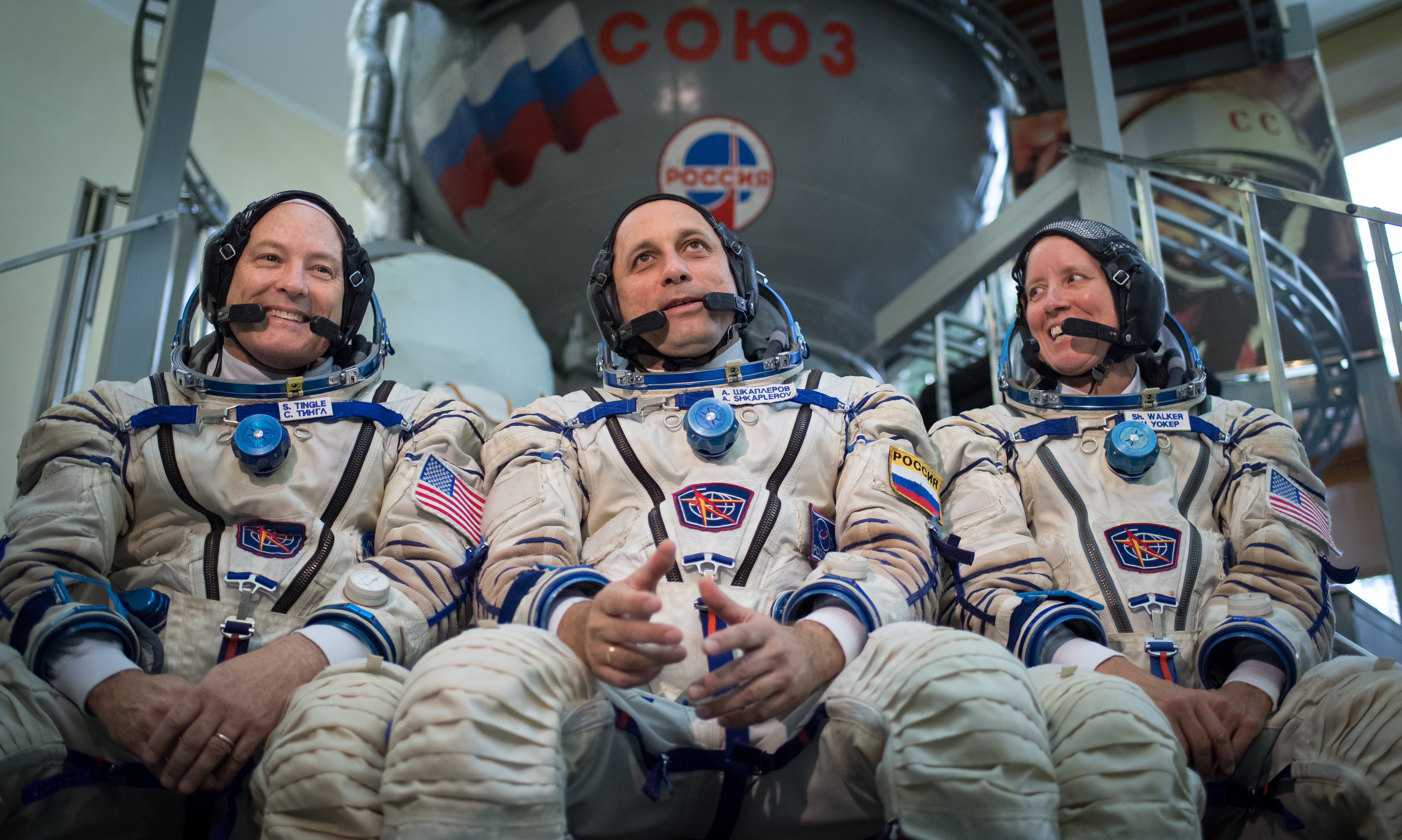
Дублирующий экипаж ТПК «Союз МС-06». Слева направо: С. Тингл, А. Шкаплеров, Ш. Уокер (30 августа 2017 года)

В 2003 году командованием ВМС США был отобран в число кандидатов 19-го набора астронавтов НАСА, но в Космический центр имени Линдона Джонсона для медицинского обследования и собеседования не вызывался.
29 июня 2009 года был зачислен в отряд астронавтов в составе 20-го набора НАСА в качестве кандидата в астронавты. Обучение включало в себя научные и технические брифинги, интенсивное обучение по системам Международной космической станции, подготовку к внекорабельной деятельности (ВКД), робототехнику, физиологическую подготовку, лётную подготовку на Northrop T-38 Talon и обучение выживанию на воде и в дикой природе. В июле 2011 года он завершил курс общекосмической подготовки и получил квалификацию астронавта.
В сентябре 2014 года на острове Сардиния (Италия) в составе группы космонавтов и астронавтов участвовал в шестисуточных подземных тренировках в пещерах с целью приобретения навыков работы в команде в экстремальных условиях.
В июне 2015 года прослушал курс по программе подготовки руководителей высшего звена в школе бизнеса при Виргинском университете. В 2016 году присвоено звание кэптена ВМС США.
В январе 2016 года Тингл приступил к подготовке в Центре подготовки космонавтов имени Ю. А. Гагарина в составе дублирующего экипажа МКС-51/52. В феврале 2016 года в составе условного экипажа прошёл тренировку по действиям в случае аварийной посадки в лесисто-болотистой местности зимой. Летом 2016 года вместе с космонавтами Александром Скворцовым и Иваном Вагнером участвовал в тренировках по «водному выживанию».
28 октября 2016 года Межведомственная комиссия госкорпорации «Роскосмос» утвердила составы основных и дублирующих экипажей длительных экспедиций к Международной космической станции в 2017 году. Скотт Тингл вместе с космонавтом Александром Скворцовым и астронавтом JAXA Норишиге Канаи был включён в состав основного экипажа корабля «Союз МС-07» и космических экспедиций 54/55. Также, Тингл и Скворцов были включены в состав дублирующего экипажа транспортного пилотируемого корабля «Союз МС-06» и космических экспедиций 53/54. В марте 2017 года Скворцов был заменён на космонавта Антона Шкаплерова, а в состав дублирующего экипажа «Союз МС-06» была включена Шеннон Уокер.
В августе 2017 года Тингл вместе с членами дублирующего экипажа ТПК «Союз МС-06» космонавтом Антоном Шкаплеровым и астронавтом Шеннон Уокер сдали комплексную зачётную тренировку на тренажере ТПК «Союз МС» и экзаменационную тренировку на тренажере российского сегмента МКС. В сентябре 2017 года, в период подготовки и запуска ТПК «Союз МС-06», Тингл в составе дублирующего экипажа находился на космодроме Байконур.

## Космический полёт

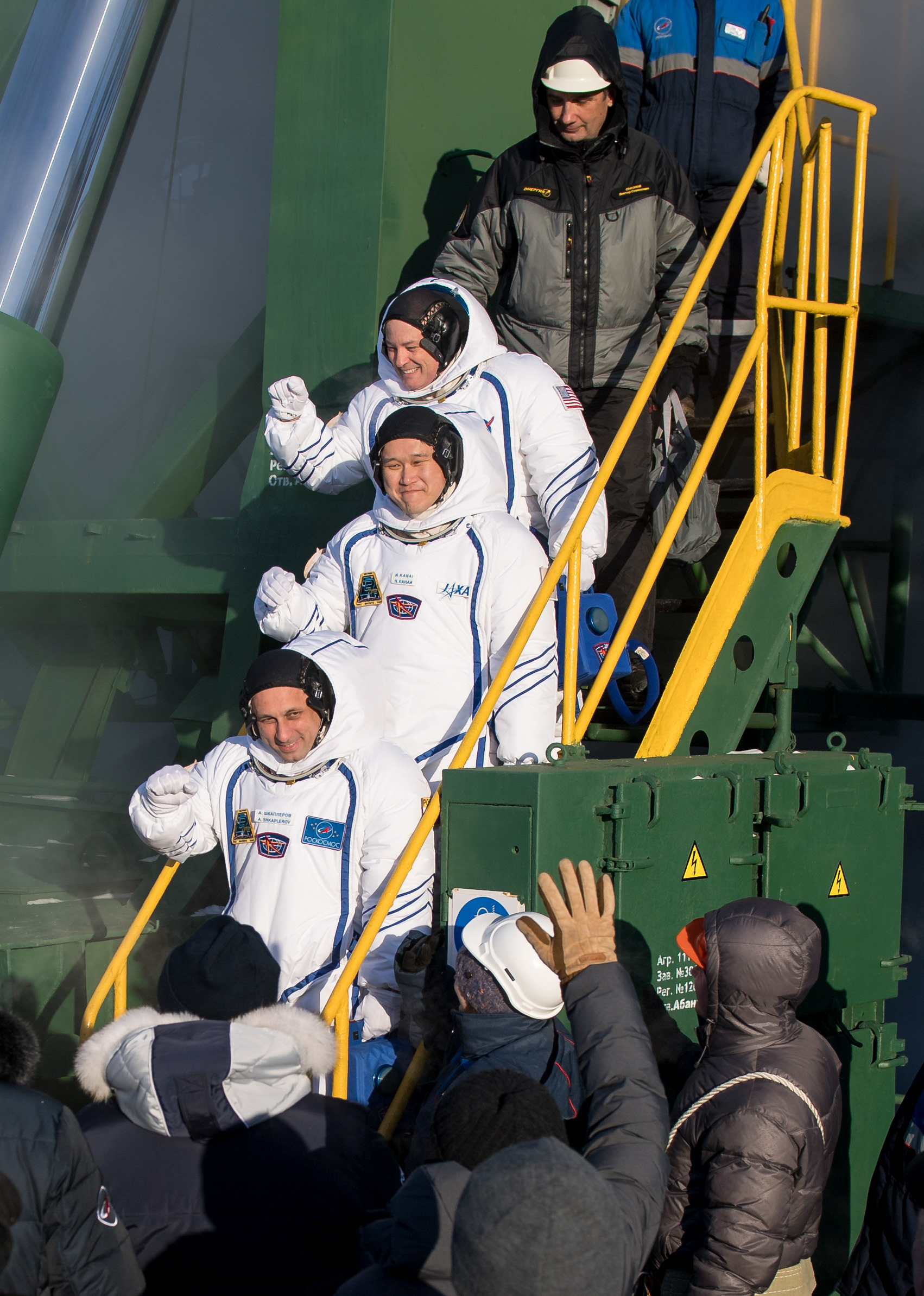
Экипаж ТПК «Союз МС-07» перед стартом. Сверху вниз: С. Тингл, Н. Канаи, А. Шкаплеров (17 декабря 2017)

17 декабря 2017 года в 10:21 мск Скотт Тингл совместно с космонавтом Антоном Шкаплеровым и астронавтом JAXA Норишиге Канаи стартовал с космодрома Байконур в качестве бортинженера экипажа космического корабля «Союз МС-07» и экипажа Международной космической станции по программе основных космических экспедиций МКС-54/ 55. 19 декабря 2017 года в 11:39 мск, после двухсуточной схемы сближения, корабль пристыковался в автоматическом режиме к исследовательскому модулю «Рассвет» (МИМ-1) МКС. В 13:55 мск экипаж перешёл на борт Международной космической станции и начал работу в составе космической экспедиции МКС-54.

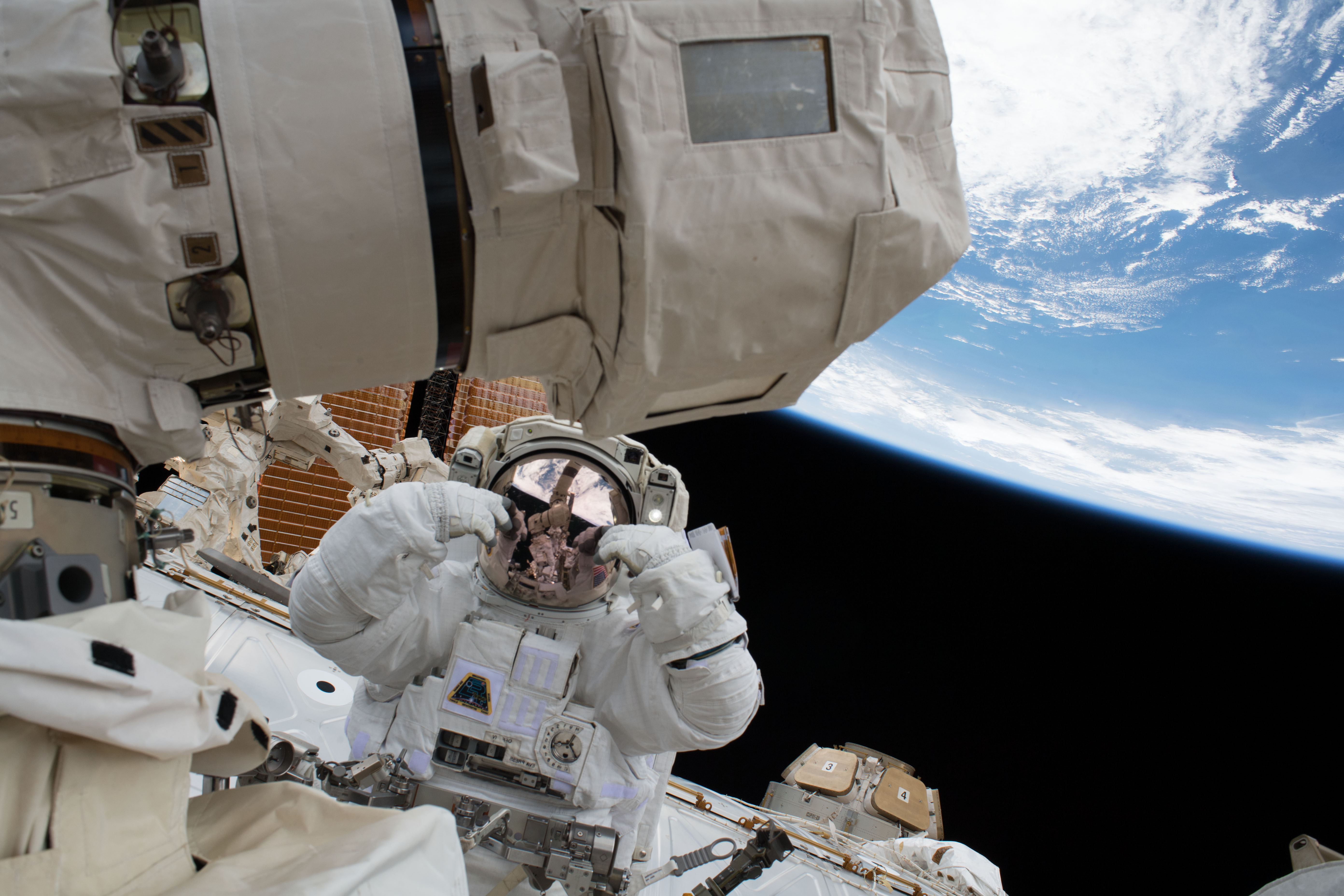
Выход Тингла в открытый космос (23 января 2018)

23 января 2018 года астронавты Тингл и Канаи совершили выход в открытый космос и провели ремонт канадского манипулятора Canadarm2, заменив вышедший из строя захватный механизм манипулятора. Продолжительность выхода составила 7 часов 24 минуты.
3 июня 2018 года в 12:16 мск была произведена расстыковка корабля «Союз МС-07» с МКС. Приземление спускаемого аппарата корабля «Союз МС-07» состоялось 3 июня 2018 года в 15:39:42 (мск) в 147 км юго-восточнее города Жезказган в Казахстане. Продолжительность космического полёта экипажа составила более 168 суток.
Статистика полётов
| # | Стартовый корабль | Старт, UTC        | Экспедиция            | Корабль посадки | Посадка, UTC      | Налёт                       | Выходы в открытый космос | Время в открытом космосе |
| - | ----------------- | ----------------- | --------------------- | --------------- | ----------------- | --------------------------- | ------------------------ | ------------------------ |
| 1 | Союз МС-07        | 17.12.2017, 07:21 | Союз МС-07, МКС-54/55 | Союз МС-07      | 03.06.2018, 12:39 | 168 суток 05 часов 18 минут | 1                        | 07 часов 24 минуты       |

## Семья, увлечения
Скотт Тингл женат на Райнетт Махелона, в семье трое детей: дочь Эми, сыновья Шон и Эрик. В свободное время Тингл увлекается игрой на гитаре, ремонтом автомобилей и работами по дереву. Радиолюбитель с позывным KG5NZA.

## Награды
- орден «Легион почёта»[1];
- медаль «За отличную службу»[1];
- медаль «За похвальную службу»[1];
- медаль «За космический полёт»[1];
- Медаль «За выдающуюся службу» (НАСА)[1];
- три Воздушные медали (США) от ВМС США[1];
- шесть похвальных медалей ВМС и Корпуса морской пехоты[англ.][1];
- четыре медали «За успехи» ВМС и Корпуса морской пехоты[1].